# 王一麟
王一麟 （1473年—？年），字明瑞，四川眉州青神縣人，民籍，治《詩經》，明朝政治人物。

## 生平
四川鄉試第三十七名舉人。弘治十八年（1505年）中式乙丑科會試第五十一名，三甲第三十九名進士。正德二年（1507年），任直隸歙縣知縣。

## 家族
曾祖王真；祖父王必高；父王坤。前母孫氏；母謝氏。具庆下。